# 米加自由貿易協定
米加自由貿易協定（べいかじゆうぼうえききょうてい、英語: Canada–United States Free Trade Agreement、頭字語:  CUSFTA（カナダ）、英語:  United States–Canada Free Trade Agreement、頭字語:  USCFTA（米国）、フランス語:  Accord de libre-échange entre le Canada et les États-Unis 、頭字語:  ALECEU）は、公式名称が自由貿易に関するカナダとアメリカ合衆国との協定（じゆうぼうえきにかんするカナダとアメリカがっしゅうこくとのきょうてい）であり、1987年10月にカナダとアメリカ合衆国の政府交渉者により作成され、1988年1月2日に両国の指導者（米：ロナルド・レーガン大統領、加：ブライアン・マルルーニー首相）によって署名された貿易協定である。
同協定は、10年間にわたって段階的に広範囲の貿易制限を段階的に廃止し、国境を越えた貿易を大幅に増加させた。
1994年にメキシコが加わったことで、米加自由貿易協定は北米自由貿易協定（NAFTA）により停止された。2020年7月1日に米国・メキシコ・カナダ協定が発効したためNAFTAは失効したが、米加自由貿易協定は依然として停止状態であり、米国・メキシコ・カナダ協定が失効した場合は効力が復活する。
この協定に規定されているように、米加自由貿易協定の主な目的は以下の通りであった。
1. カナダと米国の間の商品やサービスの貿易障壁を排除する。
2. 本協定により設立された自由貿易圏内の公正な競争条件を促進する。
3. 自由貿易圏内の投資条件を大幅に自由化する。
4. 協定の共同運営と紛争解決の効果的な手続を確立する。
5. 本協定の恩恵を拡大し強化するための二国間および多国間のさらなる協力のための基盤を築く。

## 歴史

### 背景
1855年以降、カナダは英国支配下に置かれていたが、北米英国植民地と米国の条約の間で二国間条約により自由貿易が実施された。カナダ連邦成立の前年の1866年、米国議会は条約の廃棄を投票した。保護主義国家政策をとるカナダの初代首相ジョン・A・マクドナルドは、相互主義を復活させようとしなかったが、政府はより保護主義的な政策に移行した。多くの政治家の間で、米国とのより緊密な経済関係が政治的併合につながるとする恐れが高まった。
カナダの自由党は伝統的に自由貿易を支持していた。国産品の自由貿易は1911年カナダ総選挙の中心的課題であった。保守党は、反米レトリックを使用して選挙運動を行い、自由党は選挙で敗北した。自由貿易の問題は、カナダにおいては何十年にもわたっての国家的なレベルにならなかった。
オート・パクトの署名後、カナダ政府は経済の他の分野で自由貿易協定を提案することを検討した。しかし、米国政府はこの考え方を受け入れにくく、実際には協定のいくつかの条項を段階的に廃止したいと考えていた。カナダの関心は、両国間のより広い自由貿易協定の問題に変化した。
その後の20年間、多くの学術経済学者が両国間の自由貿易協定の効果を研究した。彼らの多く―ロナルドウォナコットとポール・ウォナコット並びにリチャード・G・ハリスとデヴィッド・コックス―は、米国及びカナダの関税及びその他の貿易障壁を除去され、その結果、カナダの産業が、より大きい、より効率的な規模で生産することができれば、カナダの実質GDPが大幅に増加するだろうと結論した。自由貿易派の他の経済学者には、ウェスタンオンタリオ大学のジョン・ホーリーとクラレンス・ハウ研究所のリチャード・リジーが含まれていた。
他の人々は、自由貿易が国際的なアウトソーシングによる資本の逃避と雇用の不安を恐れ、また南部の巨人とのより緊密な経済関係がカナダの主権の侵食を危険にさらす可能性があることを懸念した。反対派には、トロント大学のメル・ワトキンスと、カナダの大手新聞の一つであるトロント・スターのデビッド・クレーンが含まれていた。
多くの政府研究（カナダの経済評議会のルッキングアウトワールド（1975）、上院外交常任委員会（1975年、1978年及び1982年）のいくつかの報告、元自由党の政治家ドナルド・ストーベル・マクドナルドが議長を務めるマクドナルド委員会（正式にはカナダの経済連合と発展見通しについての王立委員会）の1985年の報告書）が、二国間の自由貿易交渉の可能性に注目した。マクドナルドは、「カナダ人は信仰からの脱却を覚悟しなければならない」と宣言し、米国とのより開かれた貿易を追求した。マクドナルドは自由党の元財務大臣だったが、委員会の調査結果は、進歩保守党のブライアン・マルルーニー首相によって1984年のカナダ選挙運動で自由貿易構想に反対したが、受け入れられた。自由貿易交渉の開始の舞台が整えられた。

### 交渉
共和党政権のロナルド・レーガン米国大統領はカナダのイニシアチブを歓迎し、米国議会は大統領に対し、1987年10月5日までに議会審議を行うことを条件にカナダとの自由貿易協定に署名する権限を与えた。1986年5月にカナダと米国との貿易協定の締結交渉が開始された。カナダのチームは、サイモン・リスマン元財政担当副大臣に、米国側はジュネーブ駐在の前米国通商代表補ピーター・O・マーフィーに率いられていた。
関税はこの自由貿易の主要でない一部ではあったが、両国間の合意は結局、残りの関税のほとんどを取り除き、実質的な自由貿易を生み出した。国境を越える品物の平均関税は、1980年代には1％を大幅に下回った。代わりに、カナダはアメリカ経済への妨げられないアクセスを望んでおり、アメリカは、カナダのエネルギー産業や文化産業へのアクセスを望んでいた。
交渉では、カナダは文化産業や教育や保健医療などの分野を保護する権利を留保していた。同様に、水のような資源は協定から除外されることを意図していた。カナダ政府は、米国政府の調達契約の自由化には勝利しなかった。カナダの交渉担当者はまた、紛争解決メカニズムの導入を主張した。

### 議論と実施
交渉された協定を実施するかどうかについてのカナダでの議論は非常に争いがあった。ジョン・ターナー党首の率いるカナダの野党の自由党は、政権についた場合、「廃棄する」と言って、この協定に激しく反対した。エド・ブロードベントが指導者の野党新民主党もこの協定に強く反対した。両党は、合意が実施されればカナダが事実上米国の「51番目の州」になると主張し、カナダの主権を侵害すると主張した。また、カナダの社会保障やオートパックなどの他の貿易協定も影響を受けるとの懸念も表明した。
この協定を実施する法案は、自由党が多数派であった上院で引き伸ばしにあった。これらの遅れに部分的に反応して、マルルーニーは1988年に選挙に臨んだ。貿易協定は、選挙運動の最も顕著な争点であり、「自由貿易選挙」と呼ぶ者もいた。支持派と反対派がロビイストを使ってテレビ広告を買い取り、大規模な第三者の選挙広告を打つという初めてのカナダ選挙だった。
それはまた、多くの否定的な広告を使用するカナダの最初の選挙でもあった。1つの反自由貿易宣伝広告は、交渉者がカナダと米国の国境であることが宣伝の終わりに判明した自由貿易協定から「境界線を取り除く」と示した。自由党と新民主党が反自由貿易票を分裂させた一方で、マルルーニーの進歩保守党は、同協定を支持する唯一の党であることの恩恵を受けていた。さらに、将来のケベック州首相の ジャック・パリゾーとバーナード・ランドリーは、ケベック州の進歩保守党支援の要因とされたこの合意を支持した。マルルーニーは多数の議席を獲得し、自由貿易に反対する政党の大多数が投票したが、協定は可決された。
米国においては、この自由貿易協定の反対がはるかに少なかった。世論調査によると、アメリカ人の40％までがこの協定が署名されたことに気付かなかった。この、協定の実施法案は、レーガン大統領により「ファストトラック」手続きによる承認のために1988年7月29日に議会に送付された。これは、それが容認されるか拒絶される可能性があるが、修正することはできないということを意味する。1988年米加自由貿易協定実施法案は1988年8月9日に、下院を賛成366、反対40で、1988年9月19日に上院を83対9で通過した。法案は1988年9月28日に大統領署名をされ、公法100-449となった。

## 効果
協定の正確な成果は測ることは困難である。すでに上昇していたカナダと米国の間の貿易は、協定の署名後、加速して上昇した。20世紀を通して、輸出はカナダの国内総生産（GDP）の約25％を占めていた1990年以後の輸出はGDPの約40％でとなり、2000年以降、ほぼ50％に達した。
2016年の論文は、「CUSFTAがカナダの製造業の年間利益を1.2％増加させた」と推定している。
多くの場合、自由貿易協定の分析は、2カ国への影響は、カナダドルと米ドルの価値の差に依存していることを発見している。1990年から1991年にかけて、カナダドルは米ドルに対する価値が急激に上昇し、カナダの工業製品はアメリカ人にとって高価なものになった。
カナダ国民が非関税の商品やカナダドル高（米ドル安）の恩恵を受けるために米国の国境沿いの町に日帰りショッピング旅行をする「クロスボーダーショッピング」という現象は、これらの町のミニブームをもたらした。特に1990年代初頭の景気後退期にオンタリオ州の製造業部門で多くのカナダの雇用が失われたのは、かなり、この自由貿易協定によるものであった。
しかし、1990年代半ばから後半にかけて、カナダドルは米ドルに対して値下がりした。木材や油などの安価なカナダの主要製品をアメリカ人が購入することができ、ハリウッドのスタジオは安価なカナダドル（「暴走生産」と「ハリウッド・ノース」を参照）のためにカナダで多くの映画を撮影した。保護関税の撤廃は、通貨価値などの市場力が、両国の経済に関税よりも大きな影響を及ぼすことを意味した。
協定は、一部の分野での、貿易を自由化に失敗した、最も顕著なのは、継続的な紛争を超える針葉樹製材である。鉱物、淡水、針葉樹貿易などの問題は依然として紛争が残っている。
協定は数十年後も存続しているが、もはやカナダの政治の最前線ではない。それは1994年北米自由貿易協定（NAFTA）に取って代わられた。ジャン・クレティエンが率いる自由党は、NAFTAの主要な労働と環境の分野を再交渉する公約で1993年選挙で政権についた。民主党のビル・クリントン政権下と実際に合意が成立し、これらの懸案事項の両方に対処するための別々の協定が締結された。